# Kiririsha

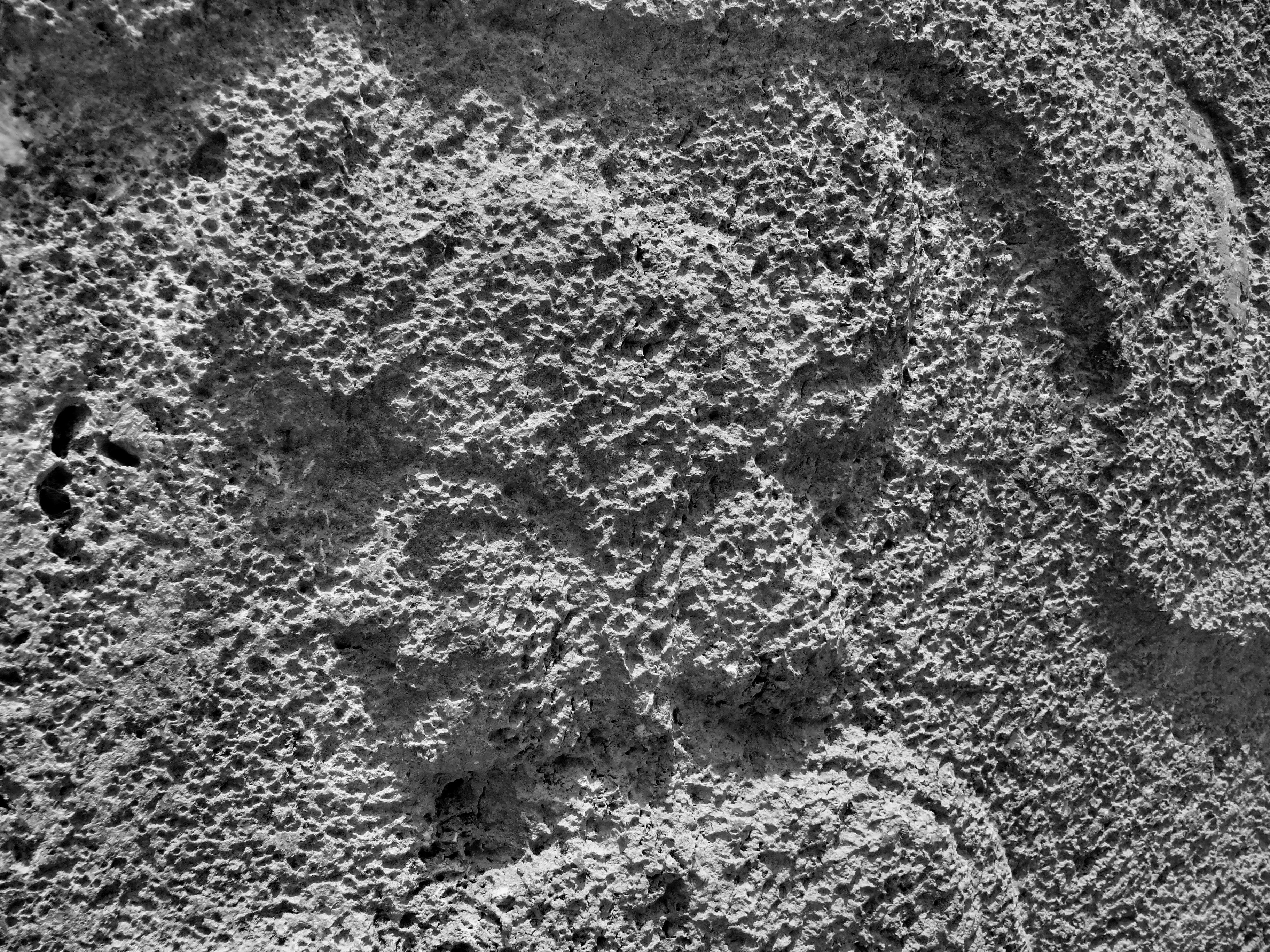
Détail de la tête de Napirisha portant un chapeau à cornes sur le panneau central du relief du Rocher Élamite de Kurangun

Kiririsha est une des déesses principales du panthéon élamite. Son nom signifie littéralement « la grande déesse ». Elle est apparemment la parèdre de Napirisha, dont le nom signifie « le grand dieu », et qui est la principale divinité élamite au IIe millénaire. 
Cette déesse apparaît dans un texte paléo-élamite (XIXe-XVIIIe siècle av. J.-C.), mais ne prend une place importante qu'à la période médio-élamite (XIVe-XIIe siècle av. J.-C. Napirisha et elle supplantent l'ancien couple divin Humban-Pinikir. À Suse, elle entretient aussi des liens étroits avec le grand dieu local Inshushinak.
Il semble que Kiririsha soit la déesse tutélaire de la ville de Liyan, dans le Bushehr (à Bandar-e Bushehr, sur le tell de Sabzabad), au sud du royaume élamite, sur le Golfe Persique. Des fouilles dans cet endroit ont en tout cas mis au jour des inscriptions votives indiquant qu'un grand temple de cette déesse s'y trouvait.
Son statut est celui d'une déesse-mère, déesse de la fertilité. Elle s'apparente donc à la déesse sumérienne Ninhursag, mais aussi à Ishtar.